# Phloeomys pallidus
Phloeomys pallidus е вид бозайник от семейство Мишкови (Muridae).

## Разпространение
Видът е разпространен във Филипини.